# 祖莱达·卡玛鲁丁
拿督祖莱达·卡玛鲁丁（1958年3月14日—），马来西亚政治人物，马来西亚全民党前主席（存争议），前任雪兰莪州安邦国会议员。
她原是人民公正党的骨干成员，2020年随着发动政变退出公正党后加入土团党。2020年－2022年馬來西亞政治危機期间，她先后加入国民联盟的慕尤丁内阁以及國民陣線沙比里内阁，分别在担任房屋及地方政府部和马来西亚种植及原产业部长。2022年5月26日，祖莱达退出土团党并加入了全民党，并成为党主席（存争议）。
直至她代表全民党在2022年马来西亚大选寻求连任安邦国会席位的竞选中落败，随之被革除党籍。2022年12月14日宣布加入非政府组织的全民共识担任最高理事。

## 政治生涯
祖莱达曾是人民公正党党员，任内曾担任人民公正黨妇女组主席一职。2018年马来西亚大选由希望联盟获得执政权后，2018年至2020年她担任马哈迪内阁的房屋及地方政府部长，也是首位掌管华人新村发展事务的非华裔部长。
在2019年至2020年的公正党内部派系斗争中，她因为支持署理主席阿兹敏阿里一派，并在公开场合多次指责党主席而被公正党记律小组调查，讨论是否要她退党，引发祖莱达的支持者强烈抗议，并与党主席安华·依布拉欣结下心结。
2020年2月24日，马来西亚政坛发生政治危机，导致希盟政权垮台。与此同时，她和阿兹敏一同被公正党开除党籍，理由是对党不忠，引起其他同一阵线的希盟国会议员，总共11人一同宣布退党。祖莱达与阿兹敏等共10名国会议员于数日后加入由慕尤丁领导的土著团结党，并在政治危机中成功获得布城执政权，成立国民联盟。3月10日，祖莱达与离开公正党的9名议员共同受委加入慕尤丁内阁，祖莱达在新内阁受委再次担任房屋及地方政府部长。同年9月8日，在土著团结党完成党选后，她受委为该党最高理事之一。
2021年8月16日，国盟政权受到曾经是盟友的国阵巫统以及在野党希盟的政治压迫，导致政权垮台。首相慕尤丁同日宣布内阁总辞，祖莱达也随着辞去房屋及地方政府部长职位。11天后的8月27日，祖莱达加入新任首相依斯迈沙比里领导的内阁，他被受委担任马来西亚种植及原产业部长。
2022年5月26日，祖莱达宣布将辞去官职和退出土团党，并计划加入马来西亚全民党。祖莱达解释自己是经过深思熟虑后决定选择加入全民党，因为她相信该党的奋斗精神，也看到全民党具备很大的潜力，尤其是在大马人对扼杀国家进步的旧政治感到厌倦。后来祖莱达进一步透露退党原因，是包括她在内的一些前公正党成员在土团党内被边缘化。她也曾向土团党主席慕尤丁讨论成立一个多元种族的党派，让其成为土团党的附属政党，但不被接纳，也否认在退党前已加入全民党的指控。同年10月8日，全民党最高理事会宣布通过7项在10月1日在莎阿南举行的年度大会上提出的议案，正式委任祖莱达担任党主席,但是遭到原主席孫偉瑄否認，11月2日兩人和解孫偉瑄出任主席。
2022年11月19日，祖莱达在第15届大选中于安邦国席寻求第四次连任，却在多角战中败给了公正党的罗兹雅依斯迈，仅得4千余票排在第4位并失去按柜金。
2022年12月14日，遭巫统开除党籍，并设立全民共识 (马来西亚)组织的前通讯及多媒体丹斯里安努亚慕沙，官宣全民党的前房地部长拿督祖莱达加入全民共识 (马来西亚)。

## 争议事件

### 101项直颁合约披露风波
2020年8月24日，国盟财政部长东姑赛夫鲁在国会发表演讲时，披露希盟政府在执政期间，通过“直接谈判”的方式，颁发了101项合约，总额高达66.1亿令吉，引起各界哗然和争议。随后东姑赛夫鲁在网上公布所有合约详情，显示祖莱达领导的房产部也有希盟时期的2项合共1亿7千万令吉的合约，相等于林冠英在8月27日表示，希盟执政时透过直接谈判颁发的工程合约，总额仅3亿5200万令吉的一半。
8月27日，祖莱达在面子书上撇清关系，强调自己在前朝担任部长时，对这些以直接谈判方式颁发的合约毫不知情，有关合约也不曾提呈内阁，同时也承诺会对此展开内部调查。同日，一名亲公正党网站贴出一张她在2019年12月10日巡视一家固体废料转运站，表示该转运站是1亿7千万令吉合约的相关工程。前国内贸易事务部长赛夫丁纳苏迪安以自身部门获得16万令吉都记得清楚，祖莱达获得1亿7千万令吉的合约却表示毫不知情，批评她作为部长时是在睡觉。
祖莱达与其政治秘书对此否认指控，强调在希盟执政时代担任部长时，房地部没涉及任何直接谈判颁布项目的活动，并指控是前财政部长林冠英与承包商直接协商，再嫁祸其部门。林冠英对此挑战祖莱达，出示房地部在2018年由该部秘书长提交给财政部的直接谈判申请信。

### 被人民公正党起诉
祖莱达在2020年2月23日的“喜来登政变”中，与时任人民公正黨署理主席阿兹敏阿里一同投向国民联盟阵营后，公正党在2月24日宣布开除2人的党籍。同日，祖莱达连同阿兹敏和9名公正党议员发表退党声明，之后陆续加入土著团结党。公正党随即根据2018年各候选议员签署的一份协议书，一旦当选议员跳槽至其他政党，需要赔偿1000万令吉。公正党透过律师向叛党的国州议员发出律师信，祖莱达是其中一名。祖莱达宣称自己是被党开除，并没有背叛党，因此没有理由向她收取赔偿金。
2020年9月28日，公正党总秘书赛夫丁纳苏迪安正式入禀法庭，起诉祖莱达没有履行2018年4月25日所签署的不跳槽协议条款，要求她赔偿1000万令吉。公正党在9月29日至10月1日向她发出律师信，但祖莱达拒绝接收。祖莱达形容，公正党的诉讼琐碎，并断言该党不会胜诉，只是浪费法庭时间，并对公正党回呛“放马过来”。
2024年12月11日，上诉法院三司一致裁定维持吉隆坡高等法院对祖莱达违反公正党契约约束的裁决，但推翻1000万令吉的赔偿索求。上诉庭领衔法官施美春（See Mee Chun）指出，祖莱达确实已违反与公正党签订的契约条款，但公正党基于该党所有222个区部的损失，要求祖莱达单独承担1000万令吉的赔偿金额是不合理的，也与公正党执行契约时想要保护的利益不成比例。上诉庭也指出，吉隆坡高等法院并沒有将祖莱达担任国会议员22个月的经历考虑在内，在考虑证据以及与合法利益、适当性和正义原则后，改为减少至10万令吉赔偿，并且命令公正党向祖莱达支付4万令吉的上诉费用。2025年1月8日，公正党向联邦法院申请上诉，以寻求恢复1千万赔偿。

### 人猿杀人论
2022年1月20日，人民公正党总财政兼土满慕州议员李健聪在面子书转发一段祖莱达于该年1月5日在2022年棕油经济回顾与展望研讨会上发表的致词。祖莱达在致词中提及，她不久前在麦加参加小朝圣（umrah），和马来西亚驻阿拉伯大使谈话时发现，当地学校课本依然说著马来西亚油棕的不好“因为我们杀人猿”，祖莱达接着说：
|  | 我告诉他，若你在马来西亚看见人猿，人猿会先杀你，不是你先杀人猿，对吧？ |

|  | 大马半岛野生动物保护及国家公园局（PERHILITAN）有自己的政策，你以为他们随便杀害人猿？ |

|          | 同样地，当他们看见狮子和老虎，他们也不会杀（它们），他们有一定的程序圈住它们，把它们带到动物园之类的。 |
| ——祖莱达 | |

李健聪在转发该影片时调侃称，国盟或国阵部长缺乏常识。他说：“从小叮当、温水杀COVID到世界有500个国家，一直更正国盟/国阵部长的常识，很累。”李健聪在帖文中也指出，除非被触怒，人猿很少会攻击人类，并调侃称马来西亚野生丛林内没狮子。公正党前副主席拉菲兹在推特转发有关视频时也反讽说：“我上了老师的当，马来西亚竟然有狮子。”
民主行动党组织局秘书伍薪荣及美律区州议员李政贤痛斥祖莱达发表的谬论，不仅在误导民众，更让马来西亚棕油业在国际上蒙羞。伍薪荣及李政贤发表联合文告指，祖莱达在视频中短暂的发言就已犯下多项谬误，外国生态保育专家所谓“杀害人猿”的指责，主要是指棕油业将大片原始森林改造成种植地，在生态多元化的流失下让人猿的数量在过去十五年间骤降。他们批评，祖莱达企图以“人猿会杀戮人类“来转移油棕业所面临的环保责难，更是无稽之谈。
马来西亚生态旅游及保育组织（ECOMY）主席安德鲁接受网媒《今日自由大马》的采访时说，祖莱达的演说缺乏知识，反而对环境和棕油产业带来损害。安德鲁指出，马来西亚确实没有发现任何野生狮子，而祖莱达称人猿会攻击它们遇见的人类或动物也是错误的说法。另外，社运分子兼艺术家法米·惹札也即时在推特发布一张“人猿向人类开枪”的讽刺漫画。
在该言论引起了轩然大波后，种植及原产业部长办公室澄清，有关祖莱达发表人猿杀人论的视频遭到断章取义，并呼吁社交媒体用户停止分享有关失真内容。种植及原产业部长办公室发文告指出，祖莱达是在大马棕油理事会（MPOC）举办的一场闭门活动上发表演说，但有关视频的剪辑与部长的演说语境不符：“事实上，有些人试图扭曲部长只是开玩笑说的话，对她和种植及原产业部作出诽谤。”文告提及，祖莱达在演说时，与听众分享她最近到访沙地阿拉伯的体验，而马来西亚驻沙地阿拉伯大使向部长讲述了他在当地学到有关棕油的一些知识。文告也指出，特定人士挑选部分演说呈献一个扭曲观点，只会破坏该部和该理事会推广马来西亚棕油的努力。

## 选举成绩
| 年份 | 选区             | 候选人 | 候选人           | 得票数 | 得票率 | 竞选对手                  | 竞选对手             | 得票数 | 得票率 | 总票数  | 多数票 | 投票率 |
| ---- | ---------------- | ------ | ---------------- | ------ | ------ | ------------------------- | -------------------- | ------ | ------ | ------- | ------ | ------ |
| 2008 | 雪蘭莪 P099 安邦 |        | 祖莱达（公正党） | 26,995 | 53.50% |                           | 阿兹曼（巫统）       | 23,319 | 46.21% | 51,097  | 3,676  | 73.91% |
| 2013 | 雪蘭莪 P099 安邦 |        | 祖莱达（公正党） | 41,969 | 59.25% |                           | 诺再达达立（巫统）   | 28,691 | 40.50% | 71,575  | 13,278 | 86.09% |
| 2018 | 雪蘭莪 P099 安邦 |        | 祖莱达（公正党） | 54,307 | 70.94% |                           | 梁捷顺（马华公会）   | 12,351 | 16.13% | 77,539  | 41,956 | 84.50% |
| 2018 | 雪蘭莪 P099 安邦 |        | 祖莱达（公正党） | 54,307 | 70.94% | 努鲁伊斯兰（伊斯兰党）    | 9,598                | 12.54% |        | 77,539  | 41,956 | 84.50% |
| 2018 | 雪蘭莪 P099 安邦 |        | 祖莱达（公正党） | 54,307 | 70.94% | 陈华民（人民党）          | 294                  | 0.38%  |        | 77,539  | 41,956 | 84.50% |
| 2022 | 雪蘭莪 P099 安邦 |        | 祖莱达（全民党） | 4,589  | 4.39%  |                           | 罗诗雅（人民公正党） | 56,754 | 54.35% | 133,491 | 29,681 | 78.23% |
| 2022 | 雪蘭莪 P099 安邦 |        | 祖莱达（全民党） | 4,589  | 4.39%  | 莎莎丽娜（土著团结党）    | 27,073               | 25.92% |        | 133,491 | 29,681 | 78.23% |
| 2022 | 雪蘭莪 P099 安邦 |        | 祖莱达（全民党） | 4,589  | 4.39%  | 刘薏雯（马华公会）        | 11,509               | 11.02% |        | 133,491 | 29,681 | 78.23% |
| 2022 | 雪蘭莪 P099 安邦 |        | 祖莱达（全民党） | 4,589  | 4.39%  | 努鲁阿斯金 （祖国斗士党） | 2,653                | 2.54%  |        | 133,491 | 29,681 | 78.23% |
| 2022 | 雪蘭莪 P099 安邦 |        | 祖莱达（全民党） | 4,589  | 4.39%  | 黎潍裮（人民复兴党）      | 1,423                | 1.36%  |        | 133,491 | 29,681 | 78.23% |
| 2022 | 雪蘭莪 P099 安邦 |        | 祖莱达（全民党） | 4,589  | 4.39%  | 沙菲依万（独立人士）      | 188                  | 0.18%  |        | 133,491 | 29,681 | 78.23% |
| 2022 | 雪蘭莪 P099 安邦 |        | 祖莱达（全民党） | 4,589  | 4.39%  | 拉温德兰 （独立人士）     | 148                  | 0.14%  |        | 133,491 | 29,681 | 78.23% |
| 2022 | 雪蘭莪 P099 安邦 |        | 祖莱达（全民党） | 4,589  | 4.39%  | 陈华明（独立人士）        | 93                   | 0.09%  |        | 133,491 | 29,681 | 78.23% |

## 个人荣誉
- 聯邦直轄區
  -  联邦直辖区拿督勋章（PMW）—拿督（2021年）[32]

## 注解
1. ↑  2022年10月29日，祖莱达被冻结党籍。